# 高知三翠園温泉
高知三翠園温泉（こうちさんすいえんおんせん）は、高知県高知市にある温泉。一軒宿の「三翠園」の敷地内で湧出している。

## 泉質
- ナトリウム-塩化物泉

## 温泉地
高知城下、市街地の鏡川沿いにある一軒宿の「三翠園」敷地内で湧いている。日帰り入浴可能。一軒宿の前身は、旧山内家下屋敷長屋だった。
山内豊景の別邸であった当時、昭和天皇は1922年（大正11年）、1950年（昭和20年）と二度、高知市への行幸時の宿泊している。

## 歴史
平成9年（1997年）、湧出。しかし、旅館としての創業は昭和24年（1949年）。

## アクセス
JR四国土讃線高知駅から車で10分又は徒歩で25分。
路面電車（とさでん交通伊野線）県庁前停留場下車、徒歩2分。
高知自動車道高知ICからは車で15分。